# Korelacja genotyp-środowisko
Korelacja genotyp–środowisko (rGE) – nielosowe współwystępowanie genotypów i środowisk. Może wynikać zarówno bezpośrednio z przyczyn genetycznych, jak i z mechanizmów incydentalnych. Odpowiada mediatorowi, elementowi zakłócającemu lub koliderowi w modelu badanego zjawiska, którego pominięcie lub uwzględnienie (zależnie od sytuacji) prowadzi do błędnych oszacowań. Podobnego rodzaju wyzwanie stanowią interakcje genotyp–środowisko.
Plomin i in. zaproponowali wyróżnienie trzech przyczynowo różnych rodzajów rGE:
- Korelacja pasywna – gdy genotyp występuje częściej w określonym środowisku, choć nie ma w tym jego własnej roli. Przykładowo, rodzice o różnych dziedzicznych cechach mogą żyć w innych sytuacjach, lub tworzyć swojemu potomstwu odmienne warunki, co może wpłynąć na przejawiane przez nie zachowanie w stopniu wykraczającym ponad sam efekt odziedziczonych cech.
- Korelacja reaktywna – gdy fenotyp będący realizacją danego genotypu wywołuje w otoczeniu określone odpowiedzi. Na przykład, w toku edukacji konkretni opiekunowie mogą poświęcać wybranym dzieciom różną ilość uwagi, i stosować wobec nich różne metody wychowawcze.
- Korelacja aktywna – gdy genotyp determinuje skłonność jednostki do tworzenia i szukania określonych bodźców i środowisk. Dla przykładu: dzieci mogą mieć różną tendencję do nawiązywania kontaktu z konkretnego rodzaju rówieśnikami, dorosłymi i innymi obiektami.

Można wyodrębnić także dodatkowe szczególne przypadki, takie jak przypadkowy dryf genetyczny, lokalne procesy ewolucyjne, oraz błędy selekcji, np. ograniczenie próby tylko do populacji hospitalizowanej.
Przedstawione kategorie mogą występować jednocześnie i uzupełniać lub maskować się wzajemnie. Każdy z tych efektów operuje dzięki innemu mechanizmowi, wprowadzając dodatkową zmienność międzyosobową oraz międzygrupową. Utrudnia przez to oszacowanie bezpośredniego i izolowanego wpływu zarówno genotypu, jak i środowiska na jednostkę. Od tego problemu nie są wolne także badania w metodologii badań adopcyjnych, i bliźniąt wychowywanych razem i osobno – m.in. dlatego, że adopcja może być nielosowa.
Tak jak interakcje genotyp–środowisko, rGE wpisuje się w model podatność–stres w psychologii. 